# De Verrekijker
De Verrekijker is een voormalige korenmolen in Bergharen in de Nederlandse provincie Gelderland.
Op de locatie van de huidige molen werd al in 1313 een molen vermeld. De Verrekijker werd in 1904 op deze plaats gebouwd nadat een voorganger was afgebrand. De molen raakt in 1962 buiten bedrijf, waarna het binnenwerk werd uitgesloopt. In 1984 werd de molen uitwendig gerestaureerd. Thans is de molen als vakantiewoning ingericht.
De roeden van de molen hebben een lengte van 25,10 meter en zijn voorzien van het Oudhollands hekwerk met zeilen. Van het gangwerk is slechts het bovenwiel overgebleven. De molen is particulier eigendom en de eigenaren laten de wieken van de molen af en toe draaien.